# Градища (Шуец)
Градища, Шуецката крепост или Шуецкото кале (на албански: Gradishta, Gradishta e Shuecit, Kalaja e Shuecit) е праисторическа крепост, разположена над село Шуец, Албания. Калето, чието обитаване започва от ранножелязната епоха, е обявено на 10 юни 1963 година за археологически паметник на културата под № 1886.

## Местоположение
Крепостта е построена върху малък скалист хълм, който се откъсва под формата на език от хълмистия терен и е частично се облива от Малкото Преспанско езеро. Градища е разположена от север на входа на пролома Гърло (Вълчия пролом), докато Траяновата крепост е на юг.

## Описание
Градища е единственият пример в Албания за укрепление с композитни тухли – натрошени натрошени камъни с малки размери, смесени с баласт и пръст. Площтта е 1,5 ha. В разрез има формата на трапец с долна основа 10 m, горна 3 m и височина 2 m. Стената е с дължина 600 m. Страната откъм езерото не е укрепена. Входът с ширина 2,5 m е прост и е образуван чрез прекъсване на стената, но е поставен на защитено от природата място – до него се стига само през тясна ивица, която от едната страна е оградена от скалистия склон над езерото, а от другата страна – от стената на крепостта.
Малката височина на стената предполага наличието на система от палисади над нея, за да се гарантира защита. Вътре в заграждението не е открита керамика, която да показва наличието на непрекъснат живот. Поради тази причина се смята, че Градища е служило за убежище, само в случай на опасност за жителите, намиращо се в полето в подножието му, където са открити много керамични фрагменти от ранната желязна епоха, както и два могилни гроба, в едния от които е открита бронзова гривна, датираща от 800 – 700 г. пр. н. е.
Градища, както и съседната Вентрокска крепост маркират най-южната граница на своя тип – подобни примери не се срещат в Гърция, докато са широко разпространени в северната част на Илирия.